# Coppa del Mondo di sci di fondo 2012
La Coppa del Mondo di sci di fondo 2012 fu la trentunesima edizione della manifestazione organizzata dalla Federazione Internazionale Sci; ebbe inizio il 19 novembre 2011 a Sjusjøen, in Norvegia, e si concluse il 18 marzo 2012 a Falun, in Svezia.
In campo maschile furono disputate tutte le 21 individuali (5 a tecnica classica, 3 a tecnica libera, 8 sprint, 2 a inseguimento, 3 competizioni intermedie a tappe) e le 4 a squadre (2 staffette, 2 sprint a squadre) previste, in 20 diverse località. Lo svizzero Dario Cologna si aggiudicò sia la coppa di cristallo, il trofeo assegnato al vincitore della classifica generale, sia la Coppa di distanza; lo svedese Teodor Peterson vinse la quella di sprint. Cologna era il detentore uscente della Coppa generale.
In campo femminile furono disputate tutte le 21 gare individuali (5 a tecnica classica, 3 a tecnica libera, 8 sprint, 2 a inseguimento, 3 competizioni intermedie a tappe) e le 4 a squadre (2 staffette, 2 sprint a squadre) previste, in 20 diverse località. La norvegese Marit Bjørgen si aggiudicò sia la coppa di cristallo, sia la Coppa di distanza; la statunitense Kikkan Randall vinse la Coppa di sprint. Justyna Kowalczyk era la detentrice uscente della Coppa generale.

## Uomini

### Risultati
| Data                              | Località                                                    | Nazione         | Spec.          | Primo                                                                         | Secondo                                                                               | Terzo                                                                   |
| --------------------------------- | ----------------------------------------------------------- | --------------- | -------------- | ----------------------------------------------------------------------------- | ------------------------------------------------------------------------------------- | ----------------------------------------------------------------------- |
| 19 novembre 2011                  | Sjusjøen                                                    | Norvegia        | 15 km TL       | Johan Olsson                                                                  | Petter Northug                                                                        | Roland Clara                                                            |
| 20 novembre 2011                  | Sjusjøen                                                    | Norvegia        | 4x10 km        | Norvegia I Eldar Rønning Finn Hågen Krogh Lars Berger Petter Northug          | Norvegia III John Kristian Dahl Ronny Fredrik Ansnes Morten Eilifsen Sjur Røthe       | Svezia Marcus Hellner Daniel Richardsson Johan Olsson Calle Halfvarsson |
| 25 novembre 2011 27 novembre 2011 | Kuusamo                                                     | Finlandia       | Nordic Opening | Petter Northug                                                                | Dario Cologna                                                                         | Eldar Rønning                                                           |
| 3 dicembre 2011                   | Düsseldorf                                                  | Germania        | SP TL          | Ola Vigen Hattestad                                                           | Aleksej Petuchov                                                                      | Pål Golberg                                                             |
| 4 dicembre 2011                   | Düsseldorf                                                  | Germania        | TS TL          | Svezia I Jesper Modin Teodor Peterson                                         | Russia I Nikita Krjukov Aleksej Petuchov                                              | Norvegia I Pål Golberg Ola Vigen Hattestad                              |
| 10 dicembre 2011                  | Davos                                                       | Svizzera        | 30 km TL       | Petter Northug                                                                | Maurice Manificat                                                                     | Lukáš Bauer                                                             |
| 11 dicembre 2011                  | Davos                                                       | Svizzera        | SP TL          | Aleksej Petuchov                                                              | Teodor Peterson                                                                       | Emil Jönsson                                                            |
| 17 dicembre 2011                  | Rogla                                                       | Slovenia        | 15 km TC MS    | Petter Northug                                                                | Dario Cologna                                                                         | Aleksej Poltoranin                                                      |
| 18 dicembre 2011                  | Rogla                                                       | Slovenia        | SP TL          | Dario Cologna                                                                 | Nikolaj Morilov                                                                       | Anders Gløersen                                                         |
| 29 dicembre 2011 8 gennaio 2012   | Oberhof Oberstdorf Dobbiaco Cortina d'Ampezzo Val di Fiemme | Germania Italia | Tour de Ski    | Dario Cologna                                                                 | Marcus Hellner                                                                        | Petter Northug                                                          |
| 14 gennaio 2012                   | Milano                                                      | Italia          | SP TL          | Eirik Brandsdal                                                               | Josef Wenzl                                                                           | Teodor Peterson                                                         |
| 15 gennaio 2012                   | Milano                                                      | Italia          | TS TL          | Russia I Aleksej Petuchov Nikolaj Morilov                                     | Svezia I Calle Halfvarsson Teodor Peterson                                            | Italia I David Hofer Fulvio Scola                                       |
| 21 gennaio 2012                   | Otepää                                                      | Estonia         | SP TC          | Dario Cologna                                                                 | Ola Vigen Hattestad                                                                   | Eirik Brandsdal                                                         |
| 22 gennaio 2012                   | Otepää                                                      | Estonia         | 15 km TC       | Dario Cologna                                                                 | Lukáš Bauer                                                                           | Devon Kershaw                                                           |
| 4 febbraio 2012                   | Rybinsk                                                     | Russia          | 15 km TL MS    | Devon Kershaw                                                                 | Il'ja Černousov                                                                       | Tobias Angerer                                                          |
| 5 febbraio 2012                   | Rybinsk                                                     | Russia          | 30 km ST       | Maksim Vylegžanin                                                             | Il'ja Černousov                                                                       | Tobias Angerer                                                          |
| 11 febbraio 2012                  | Nové Město na Moravě                                        | Rep. Ceca       | 30 km TC MS    | Johan Olsson                                                                  | Dario Cologna                                                                         | Maksim Vylegžanin                                                       |
| 12 febbraio 2012                  | Nové Město na Moravě                                        | Rep. Ceca       | 4x10 km        | Norvegia I Eldar Rønning Niklas Dyrhaug Martin Johnsrud Sundby Petter Northug | Russia I Dmitrij Japarov Stanislav Volžencev Konstantin Glavatskich Maksim Vylegžanin | Svezia Daniel Richardsson Johan Olsson Anders Södergren Marcus Hellner  |
| 17 febbraio 2012                  | Szklarska Poręba                                            | Polonia         | SP TL          | Devon Kershaw                                                                 | Nikolaj Morilov                                                                       | Ola Vigen Hattestad                                                     |
| 18 febbraio 2012                  | Szklarska Poręba                                            | Polonia         | 15 km TC       | Johan Olsson                                                                  | Dario Cologna                                                                         | Aleksandr Legkov                                                        |
| 3 marzo 2012                      | Lahti                                                       | Finlandia       | 30 km ST       | Dario Cologna                                                                 | Martin Johnsrud Sundby                                                                | Alex Harvey                                                             |
| 4 marzo 2012                      | Lahti                                                       | Finlandia       | SP TC          | Emil Jönsson                                                                  | Teodor Peterson                                                                       | Nikita Krjukov                                                          |
| 7 marzo 2012                      | Drammen                                                     | Norvegia        | SP TC          | Eirik Brandsdal                                                               | Len Valjas                                                                            | Pål Golberg                                                             |
| 10 marzo 2012                     | Oslo                                                        | Norvegia        | 50 km TC MS    | Eldar Rønning                                                                 | Dario Cologna                                                                         | Martin Johnsrud Sundby                                                  |
| 14 marzo 2012 18 marzo 2012       | Stoccolma Falun                                             | Svezia          | Finali         | Dario Cologna                                                                 | Devon Kershaw                                                                         | Niklas Dyrhaug                                                          |

Legenda:

TC = tecnica classica

TL = tecnica libera

SP = sprint

TS = sprint a squadre

ST = skiathlon

MS = partenza in linea

#### Competizioni intermedie
| Nordic Opening 2012 |                            |                   |                   |                    |                   |                    |
| Data                | Località                   | Nazione           | Spec.             | Primo              | Secondo           | Terzo              |
| 25 novembre 2011    | Kuusamo                    | Finlandia         | SP TC             | Teodor Peterson    | Nikita Krjukov    | Øystein Pettersen  |
| 26 novembre 2011    | Kuusamo                    | Finlandia         | 10 km TL          | Petter Northug     | Roland Clara      | Maurice Manificat  |
| 27 novembre 2011    | Kuusamo                    | Finlandia         | 15 km TC PU       | Aleksej Poltoranin | Eldar Rønning     | Daniel Richardsson |
| Classifica finale   | Classifica finale          | Classifica finale | Classifica finale | Petter Northug     | Dario Cologna     | Eldar Rønning      |
|                     |                            |                   |                   |                    |                   |                    |
| Tour de Ski 2012    |                            |                   |                   |                    |                   |                    |
| Data                | Località                   | Nazione           | Spec.             | Primo              | Secondo           | Terzo              |
| 29 dicembre 2011    | Oberhof                    | Germania          | 3,75 km TL        | Petter Northug     | Dario Cologna     | Maurice Manificat  |
| 30 dicembre 2011    | Oberhof                    | Germania          | 15 km TC PU       | Axel Teichmann     | Petter Northug    | Dario Cologna      |
| 31 dicembre 2011    | Oberstdorf                 | Germania          | SP TC             | Nikita Krjukov     | Aleksej Petuchov  | Nikolaj Morilov    |
| 1º gennaio 2012     | Oberstdorf                 | Germania          | 20 km ST          | Petter Northug     | Dario Cologna     | Maksim Vylegžanin  |
| 3 gennaio 2012      | Dobbiaco                   | Italia            | 5 km TC           | Aleksandr Legkov   | Eldar Rønning     | Dario Cologna      |
| 4 gennaio 2012      | Dobbiaco                   | Italia            | SP TL             | Nikolaj Morilov    | Petter Northug    | Dario Cologna      |
| 5 gennaio 2012      | Cortina d'Ampezzo/Dobbiaco | Italia            | 35 km TL PU       | Dario Cologna      | Petter Northug    | Aleksandr Legkov   |
| 7 gennaio 2012      | Val di Fiemme              | Italia            | 20 km TC MS       | Eldar Rønning      | Alex Harvey       | Dario Cologna      |
| 8 gennaio 2012      | Val di Fiemme              | Italia            | 9 km TL PU        | Aleksandr Legkov   | Maurice Manificat | Marcus Hellner     |
| Classifica finale   | Classifica finale          | Classifica finale | Classifica finale | Dario Cologna      | Marcus Hellner    | Petter Northug     |
|                     |                            |                   |                   |                    |                   |                    |
| Finali 2012         |                            |                   |                   |                    |                   |                    |
| Data                | Località                   | Nazione           | Spec.             | Primo              | Secondo           | Terzo              |
| 14 marzo 2012       | Stoccolma                  | Svezia            | SP TC             | Eirik Brandsdal    | Teodor Peterson   | Len Valjas         |
| 16 marzo 2012       | Falun                      | Svezia            | 3,75 km TL        | Alex Harvey        | Dario Cologna     | Devon Kershaw      |
| 17 marzo 2012       | Falun                      | Svezia            | 15 km TC MS       | Dario Cologna      | Eldar Rønning     | Len Valjas         |
| 18 marzo 2012       | Falun                      | Svezia            | 15 km TL PU       | Pëtr Sedov         | Alex Harvey       | Roland Clara       |
| Classifica finale   | Classifica finale          | Classifica finale | Classifica finale | Dario Cologna      | Devon Kershaw     | Niklas Dyrhaug     |

Legenda:

TC = tecnica classica

TL = tecnica libera

SP = sprint

PU = inseguimento

MS = partenza in linea

ST = skiathlon

### Classifiche

#### Generale
| Pos. | Nome              | Nazione  | Punti |
| ---- | ----------------- | -------- | ----- |
| 1    | Dario Cologna     | Svizzera | 2216  |
| 2    | Devon Kershaw     | Canada   | 1466  |
| 3    | Petter Northug    | Norvegia | 1199  |
| 4    | Marcus Hellner    | Svezia   | 1058  |
| 5    | Aleksandr Legkov  | Russia   | 1000  |
| 6    | Alex Harvey       | Canada   | 974   |
| 7    | Maksim Vylegžanin | Russia   | 911   |
| 8    | Maurice Manificat | Francia  | 768   |
| 9    | Il'ja Černousov   | Russia   | 750   |
| 10   | Eldar Rønning     | Norvegia | 675   |

#### Distanza
| Pos. | Nome              | Nazione  | Punti |
| ---- | ----------------- | -------- | ----- |
| 1    | Dario Cologna     | Svizzera | 1052  |
| 2    | Devon Kershaw     | Canada   | 781   |
| 3    | Aleksandr Legkov  | Russia   | 673   |
| 4    | Maksim Vylegžanin | Russia   | 657   |
| 5    | Petter Northug    | Norvegia | 619   |

#### Sprint
| Pos. | Nome                | Nazione  | Punti |
| ---- | ------------------- | -------- | ----- |
| 1    | Teodor Peterson     | Svezia   | 617   |
| 2    | Nikolaj Morilov     | Russia   | 494   |
| 3    | Eirik Brandsdal     | Norvegia | 483   |
| 4    | Aleksej Petuchov    | Russia   | 435   |
| 5    | Ola Vigen Hattestad | Norvegia | 426   |

## Donne

### Risultati
| Data                              | Località                                                    | Nazione         | Spec.          | Prima                                                                               | Seconda                                                                                          | Terza                                                                                |
| --------------------------------- | ----------------------------------------------------------- | --------------- | -------------- | ----------------------------------------------------------------------------------- | ------------------------------------------------------------------------------------------------ | ------------------------------------------------------------------------------------ |
| 19 novembre 2011                  | Sjusjøen                                                    | Norvegia        | 10 km TL       | Marit Bjørgen                                                                       | Charlotte Kalla                                                                                  | Vibeke Skofterud                                                                     |
| 20 novembre 2011                  | Sjusjøen                                                    | Norvegia        | 4x5 km         | Norvegia I Vibeke Skofterud Therese Johaug Kristin Størmer Steira Marit Bjørgen     | Norvegia II Astrid Uhrenholdt Jacobsen Ingvild Flugstad Østberg Tora Berger Marthe Kristoffersen | Finlandia Krista Pärmäkoski Aino-Kaisa Saarinen Riitta-Liisa Roponen Riikka Sarasoja |
| 25 novembre 2011 27 novembre 2011 | Kuusamo                                                     | Finlandia       | Nordic Opening | Marit Bjørgen                                                                       | Therese Johaug                                                                                   | Vibeke Skofterud                                                                     |
| 3 dicembre 2011                   | Düsseldorf                                                  | Germania        | SP TL          | Kikkan Randall                                                                      | Natal'ja Matveeva                                                                                | Laurien van der Graaff                                                               |
| 4 dicembre 2011                   | Düsseldorf                                                  | Germania        | TS TL          | Norvegia I Mari Eide Maiken Caspersen Falla                                         | Stati Uniti I Sadie Bjornsen Kikkan Randall                                                      | Russia I Natal'ja Korostelëva Natal'ja Matveeva                                      |
| 10 dicembre 2011                  | Davos                                                       | Svizzera        | 15 km TL       | Marit Bjørgen                                                                       | Vibeke Skofterud                                                                                 | Therese Johaug                                                                       |
| 11 dicembre 2011                  | Davos                                                       | Svizzera        | SP TL          | Kikkan Randall                                                                      | Natal'ja Matveeva                                                                                | Maiken Caspersen Falla                                                               |
| 17 dicembre 2011                  | Rogla                                                       | Slovenia        | 10 km TC MS    | Justyna Kowalczyk                                                                   | Therese Johaug                                                                                   | Vibeke Skofterud                                                                     |
| 18 dicembre 2011                  | Rogla                                                       | Slovenia        | SP TL          | Maiken Caspersen Falla                                                              | Chandra Crawford                                                                                 | Ida Ingemarsdotter                                                                   |
| 29 dicembre 2011 8 gennaio 2012   | Oberhof Oberstdorf Dobbiaco Cortina d'Ampezzo Val di Fiemme | Germania Italia | Tour de Ski    | Justyna Kowalczyk                                                                   | Marit Bjørgen                                                                                    | Therese Johaug                                                                       |
| 14 gennaio 2012                   | Milano                                                      | Italia          | SP TL          | Ida Ingemarsdotter                                                                  | Kikkan Randall                                                                                   | Maiken Caspersen Falla                                                               |
| 15 gennaio 2012                   | Milano                                                      | Italia          | TS TL          | Svezia I Hanna Erikson Ida Ingemarsdotter                                           | Stati Uniti I Jessica Diggins Kikkan Randall                                                     | Canada Perianne Jones Chandra Crawford                                               |
| 21 gennaio 2012                   | Otepää                                                      | Estonia         | SP TC          | Justyna Kowalczyk                                                                   | Marit Bjørgen                                                                                    | Natal'ja Matveeva                                                                    |
| 22 gennaio 2012                   | Otepää                                                      | Estonia         | 10 km TC       | Justyna Kowalczyk                                                                   | Marit Bjørgen                                                                                    | Therese Johaug                                                                       |
| 4 febbraio 2012                   | Rybinsk                                                     | Russia          | 10 km TL MS    | Marit Bjørgen                                                                       | Justyna Kowalczyk                                                                                | Therese Johaug                                                                       |
| 5 febbraio 2012                   | Rybinsk                                                     | Russia          | 15 km ST       | Therese Johaug                                                                      | Justyna Kowalczyk                                                                                | Marit Bjørgen                                                                        |
| 11 febbraio 2012                  | Nové Město na Moravě                                        | Rep. Ceca       | 15 km TC MS    | Marit Bjørgen                                                                       | Justyna Kowalczyk                                                                                | Therese Johaug                                                                       |
| 12 febbraio 2012                  | Nové Město na Moravě                                        | Rep. Ceca       | 4x5 km         | Norvegia I Vibeke Skofterud Therese Johaug Astrid Uhrenholdt Jacobsen Marit Bjørgen | Finlandia Riikka Sarasoja Aino-Kaisa Saarinen Riitta-Liisa Roponen Krista Pärmäkoski             | Norvegia II Heidi Weng Ragnhild Haga Marthe Kristoffersen Ingvild Flugstad Østberg   |
| 17 febbraio 2012                  | Szklarska Poręba                                            | Polonia         | SP TL          | Ida Ingemarsdotter                                                                  | Maiken Caspersen Falla                                                                           | Kikkan Randall                                                                       |
| 18 febbraio 2012                  | Szklarska Poręba                                            | Polonia         | 10 km TC       | Justyna Kowalczyk                                                                   | Marit Bjørgen                                                                                    | Therese Johaug                                                                       |
| 3 marzo 2012                      | Lahti                                                       | Finlandia       | 15 km ST       | Therese Johaug                                                                      | Marit Bjørgen                                                                                    | Heidi Weng                                                                           |
| 4 marzo 2012                      | Lahti                                                       | Finlandia       | SP TC          | Marit Bjørgen                                                                       | Julija Ivanova                                                                                   | Justyna Kowalczyk                                                                    |
| 7 marzo 2012                      | Drammen                                                     | Norvegia        | SP TC          | Marit Bjørgen                                                                       | Astrid Uhrenholdt Jacobsen                                                                       | Justyna Kowalczyk                                                                    |
| 11 marzo 2012                     | Oslo                                                        | Norvegia        | 30 km TC MS    | Marit Bjørgen                                                                       | Justyna Kowalczyk                                                                                | Therese Johaug                                                                       |
| 14 marzo 2012 18 marzo 2012       | Stoccolma Falun                                             | Svezia          | Finali         | Marit Bjørgen                                                                       | Heidi Weng                                                                                       | Charlotte Kalla                                                                      |

Legenda:

TC = tecnica classica

TL = tecnica libera

SP = sprint

TS = sprint a squadre

ST = skiathlon

MS = partenza in linea

#### Competizioni intermedie
| Nordic Opening 2012 |                            |                   |                   |                   |                   |                            |
| Data                | Località                   | Nazione           | Spec.             | Prima             | Seconda           | Terza                      |
| 25 novembre 2011    | Kuusamo                    | Finlandia         | SP TC             | Marit Bjørgen     | Charlotte Kalla   | Vibeke Skofterud           |
| 26 novembre 2011    | Kuusamo                    | Finlandia         | 5 km TL           | Marit Bjørgen     | Vibeke Skofterud  | Charlotte Kalla            |
| 27 novembre 2011    | Kuusamo                    | Finlandia         | 10 km TC PU       | Therese Johaug    | Marit Bjørgen     | Vibeke Skofterud           |
| Classifica finale   | Classifica finale          | Classifica finale | Classifica finale | Marit Bjørgen     | Therese Johaug    | Vibeke Skofterud           |
|                     |                            |                   |                   |                   |                   |                            |
| Tour de Ski 2012    |                            |                   |                   |                   |                   |                            |
| Data                | Località                   | Nazione           | Spec.             | Prima             | Seconda           | Terza                      |
| 29 dicembre 2011    | Oberhof                    | Germania          | 2,5 km TL         | Justyna Kowalczyk | Marit Bjørgen     | Hanna Erikson              |
| 30 dicembre 2011    | Oberhof                    | Germania          | 10 km TC PU       | Justyna Kowalczyk | Therese Johaug    | Marit Bjørgen              |
| 31 dicembre 2011    | Oberstdorf                 | Germania          | SP TC             | Justyna Kowalczyk | Marit Bjørgen     | Astrid Uhrenholdt Jacobsen |
| 1º gennaio 2012     | Oberstdorf                 | Germania          | 10 km ST          | Marit Bjørgen     | Justyna Kowalczyk | Therese Johaug             |
| 3 gennaio 2012      | Dobbiaco                   | Italia            | 3 km TC           | Marit Bjørgen     | Justyna Kowalczyk | Astrid Uhrenholdt Jacobsen |
| 4 gennaio 2012      | Dobbiaco                   | Italia            | SP TL             | Marit Bjørgen     | Kikkan Randall    | Justyna Kowalczyk          |
| 5 gennaio 2012      | Cortina d'Ampezzo/Dobbiaco | Italia            | 15 km TL PU       | Marit Bjørgen     | Justyna Kowalczyk | Therese Johaug             |
| 7 gennaio 2012      | Val di Fiemme              | Italia            | 10 km TC MS       | Justyna Kowalczyk | Marit Bjørgen     | Charlotte Kalla            |
| 8 gennaio 2012      | Val di Fiemme              | Italia            | 9 km TL PU        | Therese Johaug    | Justyna Kowalczyk | Marit Bjørgen              |
| Classifica finale   | Classifica finale          | Classifica finale | Classifica finale | Justyna Kowalczyk | Marit Bjørgen     | Therese Johaug             |
|                     |                            |                   |                   |                   |                   |                            |
| Finali 2012         |                            |                   |                   |                   |                   |                            |
| Data                | Località                   | Nazione           | Spec.             | Prima             | Seconda           | Terza                      |
| 14 marzo 2012       | Stoccolma                  | Svezia            | SP TC             | Marit Bjørgen     | Julija Ivanova    | Maiken Caspersen Falla     |
| 16 marzo 2012       | Falun                      | Svezia            | 2,5 km TL         | Marit Bjørgen     | Charlotte Kalla   | Marthe Kristoffersen       |
| 17 marzo 2012       | Falun                      | Svezia            | 10 km TC MS       | Justyna Kowalczyk | Heidi Weng        | Therese Johaug             |
| 18 marzo 2012       | Falun                      | Svezia            | 10 km TL PU       | Therese Johaug    | Charlotte Kalla   | Heidi Weng                 |
| Classifica finale   | Classifica finale          | Classifica finale | Classifica finale | Marit Bjørgen     | Heidi Weng        | Charlotte Kalla            |

Legenda:

TC = tecnica classica

TL = tecnica libera

SP = sprint

PU = inseguimento

MS = partenza in linea

ST = skiathlon

### Classifiche

#### Generale
| Pos. | Nome                       | Nazione     | Punti |
| ---- | -------------------------- | ----------- | ----- |
| 1    | Marit Bjørgen              | Norvegia    | 2689  |
| 2    | Justyna Kowalczyk          | Polonia     | 2419  |
| 3    | Therese Johaug             | Norvegia    | 1787  |
| 4    | Charlotte Kalla            | Svezia      | 1376  |
| 5    | Kikkan Randall             | Stati Uniti | 1307  |
| 6    | Marthe Kristoffersen       | Norvegia    | 1069  |
| 7    | Krista Pärmäkoski          | Finlandia   | 940   |
| 8    | Aino-Kaisa Saarinen        | Finlandia   | 852   |
| 9    | Astrid Uhrenholdt Jacobsen | Norvegia    | 787   |
| 10   | Heidi Weng                 | Norvegia    | 785   |

#### Distanza
| Pos. | Nome                 | Nazione  | Punti |
| ---- | -------------------- | -------- | ----- |
| 1    | Marit Bjørgen        | Norvegia | 1448  |
| 2    | Justyna Kowalczyk    | Polonia  | 1324  |
| 3    | Therese Johaug       | Norvegia | 1231  |
| 4    | Charlotte Kalla      | Svezia   | 804   |
| 5    | Marthe Kristoffersen | Norvegia | 699   |

#### Sprint
| Pos. | Nome                   | Nazione     | Punti |
| ---- | ---------------------- | ----------- | ----- |
| 1    | Kikkan Randall         | Stati Uniti | 658   |
| 2    | Maiken Caspersen Falla | Norvegia    | 536   |
| 3    | Marit Bjørgen          | Norvegia    | 521   |
| 4    | Justyna Kowalczyk      | Polonia     | 515   |
| 5    | Natal'ja Matveeva      | Russia      | 469   |

## Coppa delle Nazioni

### Generale
| Pos. | Nazione   | Punti |
| ---- | --------- | ----- |
| 1    | Norvegia  | 16702 |
| 2    | Russia    | 9627  |
| 3    | Svezia    | 7394  |
| 4    | Finlandia | 5590  |
| 5    | Germania  | 4046  |

### Uomini
| Pos. | Nazione  | Punti |
| ---- | -------- | ----- |
| 1    | Russia   | 6814  |
| 2    | Norvegia | 6034  |
| 3    | Svezia   | 3991  |
| 4    | Canada   | 2990  |
| 5    | Svizzera | 2804  |

### Donne
| Pos. | Nazione   | Punti |
| ---- | --------- | ----- |
| 1    | Norvegia  | 10668 |
| 2    | Finlandia | 4276  |
| 3    | Svezia    | 3403  |
| 4    | Russia    | 2813  |
| 5    | Polonia   | 2489  |